# Морска чудовишта
Морска чудовишта је термин који се углавном користи за створења која се појављују у митологији, гласинама или локалном фолклору, и која наводно живе у морима и океанима. Њих проучава фолклор и област псеудонауке криптозоологија. За постојање неки од ових створења још увек не постоје јасни докази који би то потврдило или објаснили о чему се ради. У ову категорију су се убрајала и нека створења чије су постојање наука потврдили: неке врсте китова, колосална и гигантска лигња, и сл.

## Виђења кроз историју и легенде
Од кад су људи почели пловити по морским пространствима увијек су настајале приче о сусретима са непознатим морски бићима. Многима од њих се приписивало да потапају бродове и убијају људе. Историјски гледано, у прошлости украсни цртежи морских чудовишта су се често уцртавали у поморске карте. Пример једне такве карте је Carta marina. Ова пракса уцртавања морских чудовишта је замрла појавом модерне картографије.
Извјештаји о морским чудовиштима се могу наћи готово у свим културама које имају контакт са морем, као на примјер:
- Сер Хамфри Гилберт тврдио је како је 1583. године видио морско чудовиште налик на лава са „блиставим очима“ када се враћао у Енглеску из Сент Џонса (Њуфаундленд).[1]
- Ханс Егеде, данско-норвешки мисионар, је у јулу 1734. године док је путовао у Нук (Гренланд), наводно видио морску змију коју је описао као: „Најстрашније створење, налик нинашта пре виђено. Чудовиште подиже своју главу тако високо да је изгледало више од видиковца на главном јарболу. Глава је била мала а тело кратко и наборано. Овај непознати створ је користио велика пераја да се покреће кроз воду. Морнари су такође видјели његов реп. Чудовиште је било дуже од нашег целог брода.“.[2]

Ипак, приче о морским чудовиштима и приче очевидаца који су тврдили да су их наводно видели наставили су се све до данас.

## Тјела чудовишта
Много пута је историји су се појавњивали записи да су се на обалама диљем свијета проналажени лешеви чудни животиња. Ова трупла се називају глобстери.
Једно од најпознатих трупала непознате животиње је Зуијо-Мару трупло. Трупло је извучено из воде од стране јапанског рибарског брода „Зуијо Мару“ у близини Новог Зеланда 1977. године. Међутим, каснија истраживања су потврдила како се у овом случају заправо радило о распадајућем труплу врсте морског пса голема псина.

## Листа криптида који се убрајају у морска чудовишта
| Криптиди који се убрајају у морска чудовишта | Криптиди који се убрајају у морска чудовишта                  | Криптиди који се убрајају у морска чудовишта | Криптиди који се убрајају у морска чудовишта | Криптиди који се убрајају у морска чудовишта | Криптиди који се убрајају у морска чудовишта |
| име криптида                                 | други називи                                                  | кратки опис криптида                         | станиште                                     | подручје                                     | наводни изглед                               |
| -------------------------------------------- | ------------------------------------------------------------- | -------------------------------------------- | -------------------------------------------- | -------------------------------------------- | -------------------------------------------- |
| Аја Напа чудовиште                           | - Биће из дубина, - Кипарски Лох Нес, - Пријатељско чудовиште | велика морска змија                          | рт Греко                                     | - Кипар                                      |                                              |
| Aкoрoкaмуи                                   |                                                               | биће налик на огромну лигњу или хоботницу    | џунгле                                       | - Јапан - Тајланд                            |                                              |
| Блоп                                         |                                                               |                                              |                                              |                                              |                                              |
| Гaмбo                                        |                                                               | биће налик на плесиосауруса                  | Атлантски океан                              | - Гамбија                                    |                                              |
| Гиглиoлијев Кит                              | - Амфиптера пацифика                                          | необични кит                                 | Тихи океан                                   |                                              |                                              |
| Кадборосаурус                                | - Кадборосаурус вилси, - Кади                                 | морска змија                                 | заљев Кадборо                                | - Канада - САД                               |                                              |
| Крaкeн                                       |                                                               | биће налик на огромну лигњу или хоботницу    | џунгле                                       | - Јапан - Тајланд                            |                                              |
| Луска                                        |                                                               | биће налик на огромну лигњу или хоботницу    |                                              |                                              |                                              |
| Моргaур                                      |                                                               | биће налик на плесиосауруса                  | заљев Фалмаут                                | - Велика Британија                           |                                              |
| Морски епископ                               | - Епископ-риба                                                | човјеколика риба                             |                                              |                                              |                                              |
| Морски монах                                 | - Риба-монах                                                  | човјеколика риба                             |                                              |                                              |                                              |
| Стрoнсејскa звјер                            |                                                               | морска змија                                 |                                              |                                              |                                              |
| Трунко                                       | - Маргетско чудовиште                                         |                                              | Атлантски океан                              | - Јужноафричка Република                     |                                              |
| Чеси                                         |                                                               | морска змија                                 | заљев Чесапик                                | - Чиле                                       |                                              |
| Чудовиште са острва Канви                    |                                                               |                                              |                                              | - Велика Британија                           |                                              |
| Чудовиште са острва Хук                      |                                                               |                                              |                                              | - Аустралија                                 |                                              |
| Џeни Хaнивeр                                 |                                                               |                                              |                                              |                                              |                                              |